# 戴尔·威廉姆斯
戴尔·威廉姆斯（英語：Dell Williams，1922年8月5日—2015年3月11日），原名戴尔·泽特林（Dell Zetlin），是一位美国女商人，她在美国纽约开的“夏娃花园”（Eve’s Garden）精品店，被公认为是美国第一家专为女性服务的性用品商店。一生致力于宣传妇女的解放、女性性欲与性健康。
威廉姆斯1922年出生于曼哈顿，在布朗克斯长大。1945年加入陆军妇女军团，在阿拉巴马州塔斯卡卢萨的陆军医院里担任娱乐专家，为病人制作并播报广播节目，后参演了陆军妇女军团的音乐剧。退伍后进入洛杉矶戏剧界，之后回到纽约从事广告业。1973年在纽约组织了一场关于女性性欲的大会。2005年出版回忆录《花园中的革命》（Revolution in the Garden）。
2015年3月11日，威廉姆斯去世，享嵩壽92岁。